# Юлія Антонія
Юлія Антонія, іноді Юлія Цезар (лат. IVLIA CEASARIS), (104 до н. е. —  бл. 39 до н . е.) — римська матрона, мати Марка Антонія, далека родичка Юлія Цезаря.

## Походження
Юлія Цезар була дочкою Луція Юлія Цезаря III, консула 90 до н. е. і його дружини. Як точно звали цю жінку невідомо, судячи з непрямих джерел, ім'я її було Фульвія.

## Перший шлюб
Близько 85 до н. е. Юлія виходить заміж за Марка Антонія Кретіка, представника однієї з найзначніших плебейських родин. У 83 до н. е. вона народжує першого сина — Марка Антонія, народного трибуна 50 до н. е., консула 44 до н. е. Потім, бл. 81 до н. е. — Гая Антонія, міського претора 44 до н. е., і, бл. 80 до н. е. — Луція Антонія, консула 41 до н. е.
У 74 до н. е. Марк Антоній Кретіка стає претором, після чого, в ранзі пропретора, їде на Крит, де отримує від сенату імперій в боротьбі проти піратів. Проте в результаті його невмілих дій Середземне море не тільки не було очищено від піратів, а й сам Крит піддався нападам. Швидше за все, в тому ж році Марк Антоній Кретіка вмирає на Криті.
Ще за її життя Юлію стали називати Юлія Антонія, змінивши її когномен, щоб мати можливість відрізняти її від інших жінок роду Юліїв.

## Другий шлюб
Не пізніше 71 до н. е. Юлія вдруге виходить заміж за Публія Корнелія Лентула Суру, консула 71 до н. е. Її чоловік був страчений Цицероном без суду і слідства 5 грудня 63 до н. е., звинувачений в участі в змові Катіліни. Дітей у них не було.

## Юлія в історії
Після смерті Лентула Сури Юлія більше не виходить заміж і зосереджується на пристрої своїх вже дорослих синів. Велику допомогу в цьому їй надає її родич Цезар.
Практично єдиний, хто згадує про неї — це Плутарх («Порівняльні життєписи. Антоній»). Він характеризує Юлію наступним чином:
«… [Антоній Кретіка] був одружений з Юлією з дому Цезарів, і шляхетністю натури, так само як і цнотливістю, ця жінка могла посперечатися з будь-якою зі своїх сучасниць».(«Антоній, 2»)
До смерті Цезаря Юлія живе в Римі В 43 до н. е. вона рятує від проскрипцій свого брата, Луція Юлія Цезаря IV:
"Його [Антонія] дядько, Цезар, за яким гналися вбивці, шукав притулку у своєї сестри. Коли кати вломилися в будинок і вже готові були увірватися в її спальню, вона стала на порозі і, розкинувши руки, вигукнула: «Вам не вбити Луція Цезаря, поки жива я, мати вашого імператора!» Так вона врятувала брата від вірної смерті ". («Антоній, 24»).
Під час Перузійської війни Луція Антонія і Фульвія проти Октавіан, в 41 до н. е., Юлія залишає Рим, хоча Октавіан і не наполягає на цьому і ставиться до неї з великою пошаною. Юлія їде до Марка Антонія і повертається в Італіїю лише після примирення тріумвірів в 39 до н. е. Можливо, що вона була присутня на зустрічі Марка Антонія з Секстом Помпеєм в Мізенах, де відмовляла Антонія мати справу з Помпеєм, оскільки не довіряла йому.
У тому ж році, швидше за все, вона і вмирає.